# Wallen (Meschede)
Wallen ist ein Ortsteil der Stadt Meschede im nordrhein-westfälischen Hochsauerlandkreis in Deutschland. Am 31. Dezember 2023 hatte Wallen 489  Einwohner.

## Geografie
Der Ort befindet sich rund vier Kilometer südwestlich von Meschede. Durch Wallen führt die L 840 und fließt der Wallerbach. Das Dorf ist umgeben vom Landschaftsschutzgebiet Offenland um Calle und Wallen. Das Naturschutzgebiet Remberg liegt südlich von Wallen. Südwestlich von Wallen befindet sich die Ruine der Burg Wallenstein im Naturschutzgebiet Wallenstein. Angrenzende Orte sind Berge, Voßwinkel und Calle. Besonders südlich des Ortes weist das Gelände auf kurze Distanzen beachtliche Höhenunterschiede auf und gipfelt im Hohen Ransen mit 593 m Nach dem Nachbarort wird es deswegen auch als Caller Schweiz bezeichnet.

## Geschichte

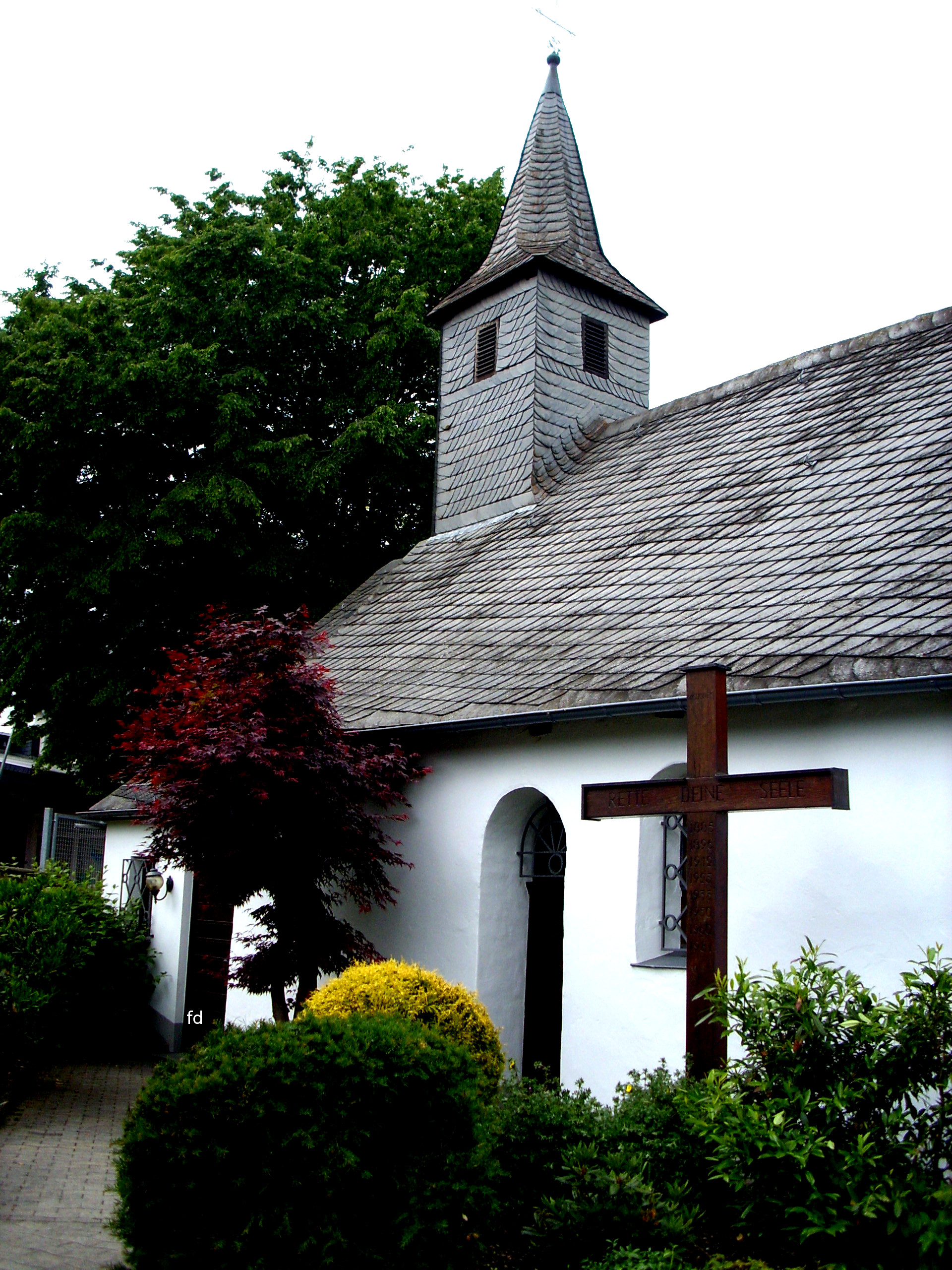
Kapelle St. Vinzenz am Thy

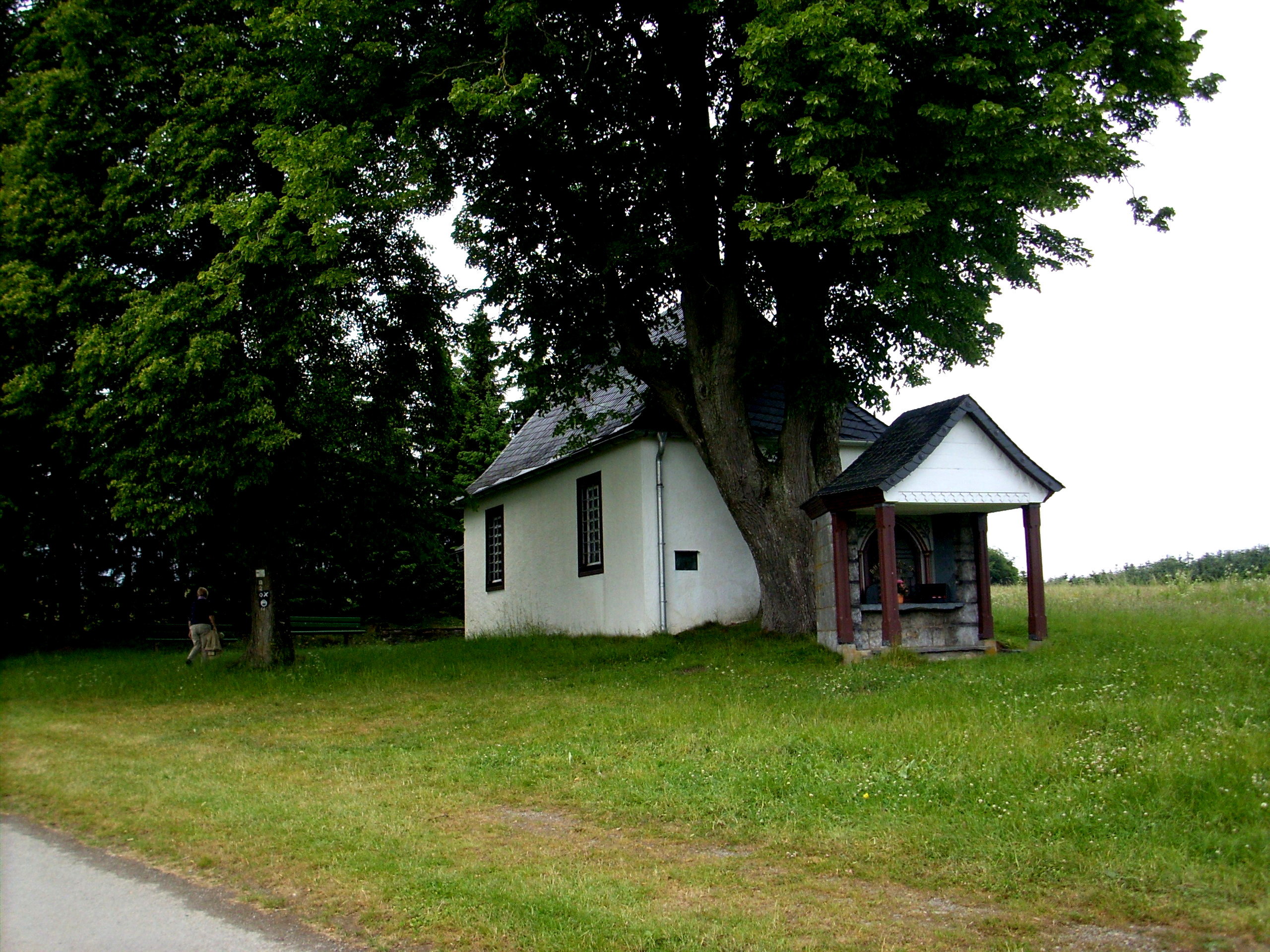
Hallohkapelle

In „Wolden“ befand sich im 14. Jahrhundert eine Hufe des Stiftes Meschede. Die Burg Wallenstein wurde vermutlich in der ersten Hälfte des 14. Jahrhunderts erbaut. Sie war zunächst im Besitz der Grafen von Arnsberg und später der Erzbischöfe von Köln. 1414 wurde die Burg in einer Fehde zerstört. Ob die Burg wieder aufgebaut wurde, ist ungewiss.
Frühe Anhaltspunkte über die Größe des Ortes ergeben sich aus einem Schatzungsregister (diente der Erhebung von Steuern) für das Jahr 1543. Demnach gab es in „Walden“ 17 Schatzungspflichtige; die Zahl dürfte mit den damals vorhandenen Höfen bzw. Häusern übereingestimmt haben. Seit der Neugliederung durch das Sauerland/Paderborn-Gesetz zum 1. Januar 1975 gehört Wallen zum Hochsauerlandkreis und ist ein Ortsteil der Stadt Meschede.

## Religion
Die denkmalgeschützte katholische Kapelle St. Vinzenz am Thy wurde 1647 errichtet. 1686 erbaute man die Hallohkapelle. Sie wurde 1936 nach Westen erweitert.